# Bernhard Rudolph
Bernhard Rudolph (* 11. Dezember 1876 in Lichtenberg bei Berlin; † 25. Februar 1960 in Bremerhaven) war ein deutscher Jurist und Kommunalpolitiker.

## Leben
Als Sohn eines Volksschullehrers besuchte Rudolph die Volksschule in Lichtenberg und das Gymnasium zum Grauen Kloster. Er studierte an der Friedrich-Wilhelms-Universität zu Berlin und der Königlichen Universität Greifswald Rechtswissenschaft. 1901 wurde er in Greifswald zum Dr. iur. promoviert. Er trat nach dem Vorbereitungsdienst Anfang 1908 als Assessor in den Dienst des Fleckens Lehe, eröffnete aber noch im selben Jahr eine Kanzlei als Rechtsanwalt. 1913 wurde er auch als Notar zugelassen. Seine 1945 aufgegebene Kanzlei wurde bis 1972 von Hans Helmuth Hoffmeyer (1892–1974) weitergeführt. Von Anfang an in der Kommunalpolitik aktiv, übte Rudolph von 1909 bis 1924 ein Mandat als Bürgervorsteher (Stadtverordneter) in Lehe und von November 1924 bis 1929 in der vereinigten Stadt Wesermünde aus. Zum Bürgerblock zählend, wurde er am 1. Dezember 1924 zum Bürgervorsteher-Worthalter (Stadtverordnetenvorsteher) gewählt. 1931 zog er für zwei Jahre in den Provinziallandtag der Provinz Hannover ein. Er war Gründungsmitglied und langjähriger Vorsitzender des Leher Hausbesitzervereins sowie Mitbegründer und Aufsichtsratsmitglied der Vereinsbank (heute Volksbank) Bremerhaven.